# إيرغوتيليس
نادي إيرغوتيليس (باليونانية: Γ.Σ. Εργοτέλης) هو نادي كرة قدم يوناني يلعب في الدوري اليوناني وقد تم تأسيسه في 7 أغسطس 1929.